# Staatsgewerbeschule
Die Staatsgewerbeschule wurde im Zuge der Reorganisation des technisch-gewerblichen Schulwesens nach französischem Vorbild durch den Schulreformer und Politiker Armand von Dumreicher ab der Mitte der 1870er Jahre in Österreich eingeführt.

## Geschichte
Nach dem Zerfall der Monarchie und der Einführung des Bundes-Verfassungsgesetzes von 1920 erfolgte eine Umbenennung in Bundesgewerbeschule. Bei der Schulrechtsreform im Jahre 1962 wurden die Ordnung und die Schulbezeichnungen gesetzlich geändert. Seitdem werden sie als berufsbildende Schulen bezeichnet.

## Ausbildungen
Administrativ wurde darunter ein Schulsystem verstanden, das mindestens
- eine Werkmeisterschule für mittlere Führungsaufgaben,
- eine Fachschule für gehobene praktische Tätigkeiten in verschiedenen Gewerben und
- eine gewerbliche Fortbildungsschule führte.[2]

## Ehemalige Staatsgewerbeschulen
- 1871 Holzschnitzerei-Schule in Hallein auch unter Bildhauerschule Hallein, heute HTL Hallein[3]
- 1876 Gewerbeschule Salzburg am Carolino Augusteum unter Camillo Sitte, heute HTBLuVA Salzburg
- 1876 Staatsgewerbeschule Graz unter August Ortwein, heute HTBLVA Graz-Ortweinschule
- 1876 in Reichenberg
- 1876 in Pilsen
- 1876 in Krakau
- 1884 Staatsgewerbeschule Innsbruck, heute HTL Bau Informatik Design Innsbruck
- 1886 Staatsgewerbeschule Wien mit Camillo Sitte
- 1887 in Triest. Name  K.K. Staatsgewerbeschule Triest, Unterrichtssprache italienisch